# Ternstroemia tristyla
Ternstroemia tristyla är en tvåhjärtbladig växtart som beskrevs av Henry Allan Gleason. Ternstroemia tristyla ingår i släktet Ternstroemia och familjen Pentaphylacaceae. Inga underarter finns listade i Catalogue of Life.